# 2005年澳大利亚网球公开赛
2005年澳大利亚网球公开赛是百年澳网。男子单打前四号种子选手进入了前四强，最后4号种子萨芬夺得冠军。

## 冠军
单打列出冠亚军以及决赛比分，双打列出冠军组合。

### 男子单打
马拉特·萨芬（俄罗斯）1-6 6-2 6-4 6-4 萊頓·休伊特（澳大利亚）

### 女子单打
莎蓮娜·威廉絲（美国）2-6 6-3 6-0 林賽·达文波特（美国）

### 男子双打
主条目：2005年澳大利亚网球公开赛男子双打比赛
韋恩·布莱克（津巴布韦）/凱文·尤里耶特（津巴布韦）

### 女子双打
主条目：2005年澳大利亚网球公开赛女子双打比赛
斯維特拉娜·庫茲涅佐娃（俄罗斯）/艾麗西亞·莫利克（澳大利亚）

### 混合双打
主条目：2005年澳大利亚网球公开赛混合双打比赛
薩曼莎·斯托瑟（澳大利亚）/史考特·德莱波尔（澳大利亚）
| 前任： 2004年澳大利亚网球公开赛 | 澳大利亚网球公开赛 2005年 | 繼任： 2006年澳大利亚网球公开赛 |
| 前任： 2004年美国网球公开赛     | 网球大满贯 2005年         | 繼任： 2005年法国网球公开赛     |